# Peloribates juniperi
Peloribates juniperi är en kvalsterart som först beskrevs av Ewing 1913.  Peloribates juniperi ingår i släktet Peloribates och familjen Haplozetidae. Inga underarter finns listade i Catalogue of Life.